# 통일말레이국민조직
통일말레이국민조직(Pertubuhan Kebangsaan Melayu Bersatu, 영어 United Malays National Organization, 약칭 UMNO)은 말레이시아의 최대 정당이다. 여당 연합인 국민전선의 창립 멤버이며, 정치적으로 말레이인 우대 등 말레이인 중심의 정당이다. 1946년 5월 11일에 창당되었으며, 1957년 8월 31일 독립 후 집권당이 되어 사실상 일당 독재체제를 구축했다. 1969년 총선과 2008년 총선 등 위기가 있었으나, 이들은 여전히 압도적인 의석을 장악한 채 60년 가까이 말레이시아를 통치하고 있다. 2018년 총선에서는 국민전선이 획득한 76석 중 UMNO는 54석을 차지하여 야당이 되었다.

## 기타
1987년 헌법 위기 후 위헌정당으로 해산된 적이 있었다. 그 후 UMNO Baru(新 UMNO)를 창당했으며, Baru를 제거하고 현재에 이르고 있다. UMNO는 독재뿐 아니라 인종차별과 부정선거 등으로 비판을 받고 있다.

## 같이 보기
- 이슬람 민주주의 정당 목록